# El Tular, Honduras
El Tular är en ort i Honduras.   Den ligger i departementet Departamento de Valle, i den sydvästra delen av landet, 80 km söder om huvudstaden Tegucigalpa. El Tular ligger 18 meter över havet och antalet invånare är 1 927.
Terrängen runt El Tular är platt åt sydväst, men åt nordost är den kuperad. Runt El Tular är det tätbefolkat, med 383 invånare per kvadratkilometer. Närmaste större samhälle är Nacaome, 8,3 km norr om El Tular. Omgivningarna runt El Tular är en mosaik av jordbruksmark och naturlig växtlighet.